# Cephalopterus
Cephalopterus es un género de aves paseriformes perteneciente a la familia Cotingidae que agrupa a tres especies nativas de América del Sur y Central, donde se distribuyen separadamente en Costa Rica y Panamá; al oeste de los Andes de Colombia y Ecuador; y en toda la región amazónica desde el sur de Venezuela y Guyana, hasta el sur de la Amazonia brasileña y el norte de Bolivia. A sus miembros se les conoce por el nombre popular de paragüeros y también pájaros paraguas o toropiscos.

## Etimología
El nombre genérico masculino «Cephalopterus» se compone de las palabras del griego «kephalē» que significa ‘cabeza’, y «pteron» que significa ‘plumas’.

## Características
Las aves de este género son los mayores cotíngidos, alcanzando tamaños entre 40 y 50 cm de longitud, los machos; y entre 35 y 42 cm, las hembras. Ornamentados con plumaje negro brillante, inconfundibles crestas negras con forma de paraguas que, algunas veces, curvan sobre el pico; y un ancho y largo saco de plumas negro colgando desde la garganta. Este penacho se suele encuentrar parcialmente retraído, pero puede llegar a medir hasta 30 cm en C. penduliger y es rojo en C. glabricollis.

## Taxonomía
Berv & Prum (2014) describieron una extensa filogenia para la familia Cotingidae reflejando muchas de las divisiones anteriores e incluyendo nuevas relaciones entre los taxones. Proponen el reconocimiento de cinco subfamilias. De acuerdo con esta clasificación, Cephalopterus pertenecería a la subfamilia Cephalopterinae Reichenow, 1914, junto a Haematoderus, Perissocephalus, Querula y Pyroderus. El Comité de Clasificación de Sudamérica (SACC) aguarda propuestas para modificar la secuencia linear de los géneros y reconocer las subfamilias. El Comité Brasileño de Registros Ornitológicos (CBRO), en la Lista de las aves de Brasil - 2015 ya adopta esta clasificación.

## Lista de especies
Según las clasificaciones del Congreso Ornitológico Internacional (IOC), y Clements Checklist/eBird, el género agrupa a las siguientes especies con el respectivo nombre popular de acuerdo con la Sociedad Española de Ornitología (SEO):
| Imagen | Nombre científico          | Autor                           | Nombre común          | Estado de conservación | Distribución |
| ------ | -------------------------- | ------------------------------- | --------------------- | ---------------------- | ------------ |
|        | Cephalopterus glabricollis | Gould, 1851                     | paragüero cuellicalvo | EN                     |              |
|        | Cephalopterus ornatus      | E. Geoffroy Saint-Hilaire, 1809 | paragüero ornado      | LC                     |              |
|        | Cephalopterus penduliger   | P.L. Sclater, 1859              | paragüero corbatudo   | VU                     |              |

## Estado de conservación
El paragüero cuellicalvo ha sido calificado como «amenazado de extinción», y el paragüero corbatudo como «vulnerable», por la Unión Internacional para la Conservación de la Naturaleza (IUCN) debido a que sus ya reducidas poblaciones se consideran estar en rápida decadencia debido a pérdida de hábitat y su degradación por el aumento de la deforestación. Las otra especie presenta «preocupación menor».